# Odilon Kossounou
Kouakou Odilon Dorgeless Kossounou (Abidjan, 4 de janeiro de 2001) é um futebolista marfinense que atua como zagueiro ou lateral-direito. Atualmente defende o Atalanta.

## Carreira
Depois de jogar na base do ASEC Mimosas e ter se destacado na Taça Gothia de 2016, Kossounou foi convidado pela primeira vez a treinar com o Hammarby, tendo visitado as instalações do clube sueco em outras oportunidades.
Em 11 de janeiro de 2019, uma semana após completar 18 anos, assinou um contrato de 4 anos com o Hammarby. Estreou pela equipe na partida contra o Varbergs BoIS, pela Copa da Suécia, e deu uma assistência para o gol de Mats Solhem na vitória por 3 a 0. Ele ainda disputaria outras 3 partidas pela Copa e 9 pelo Campeonato Sueco antes de deixar a Suécia em julho para defender o Club Brugge (a contratação do jogador fora anunciada em maio). Na temporada de estreia pela equipe belga, Kossounou fez parte do elenco campeão nacional após a Liga de Futebol da Bélgica encerrar a Primeira Divisão devido à pandemia de COVID-19. Após 55 partidas e um gol marcado, Kossounou deixou o Club Brugge em julho de 2021 e assinou por 5 anos com o Bayer Leverkusen, que pagou 23 milhões de euros para contar com o jogador.

## Carreira internacional
Kossounou fez sua estreia pela Costa do Marfim num amistoso contra a Bélgica, em outubro de 2020 (a partida terminou empatada em 1 a 1)
Convocado para a Copa Africana de Nações de 2021 (que foi disputada em 2022), atuou em 2 jogos, contra Serra Leoa (saindo do banco de reservas) e Argélia (como titular), ambos na fase de grupos.
Em dezembro de 2023, foi convocado por Jean-Louis Gasset para sua segunda participação na Copa Africana, tendo ficado os 3 jogos da primeira fase sem entrar em campo (Wilfried Singo, Ousmane Diomande e Willy Boly se revezaram para formar a dupla de zaga com Evan Ndicka).
Após a saída de Gasset e a promoção do então auxiliar Emerse Faé para a fase decisiva, Kossounou assumiu a titularidade no jogo contra o Senegal e acabou sendo expulso contra o Mali, ficando de fora da semifinal contra a República Democrática do Congo (Boly assumiu a vaga). Voltou na decisão contra a Nigéria, atuando os 90 minutos e tendo feito 5 desarmes durante o jogo.

## Estilo de jogo
Além de jogar como zagueiro, Kossounou é também utilizado como lateral-direito e possui destacada atuação nos desarmes: a altura (1,91 m) e o timing de suas intervenções rendem a ele um dos melhores índices do futebol europeu.

## Fora do futebol
Em 2020, foi tema de um documentário na televisão sueca intitulado Det vackra spelet (em português, O Jogo Bonito), que o acompanhou durante 3 anos entre sua transferência para o Hammarby e, em seguida, sua chegada ao Club Brugge.

## Títulos
Club Brugge
- Jupiler Pro League: 2019–20, 2020–21
- Supercopa da Bélgica: 2021[15]

Bayer Leverkusen
- Bundesliga: 2023–24
- Copa da Alemanha: 2023–24
- Supercopa da Alemanha: 2024

Seleção Marfinense
- Campeonato Africano das Nações: 2023[16]